# Ken Jeong
Kendrick Kang-Joh "Ken" Jeong, även känd som "Dr. Ken", född 13 juli 1969 i Detroit, Michigan, är en amerikansk komiker, skådespelare och läkare.
Jeong föddes i Detroit med sydkoreanska föräldrar. Även Jeongs fru, Tran Ho, är läkare. Tillsammans har de två barn.

## Filmografi

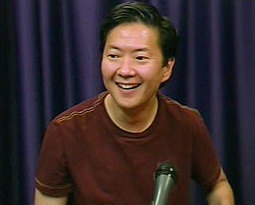
Jeong 2008

| Film och TV | Film och TV                      | Film och TV           | Film och TV |
| År          | Titel                            | Roll                  | Noteringar  |
| ----------- | -------------------------------- | --------------------- | ----------- |
| 2007        | På smällen                       | Dr. Kuni              |             |
| 2008        | Step Brothers                    | Employment Agent      |             |
| 2008        | Pineapple Express                | Ken                   |             |
| 2008        | Role Models                      | King Argotron         |             |
| 2009        | Baksmällan                       | Leslie Chow           |             |
| 2009        | The Goods: Live Hard, Sell Hard  | Teddy Dang            |             |
| 2009        | All About Steve                  | Angus                 |             |
| 2009        | Couples Retreat                  | Therapist No.2        |             |
| 2009–2015   | Community                        | Señor Chang           | TV-serie    |
| 2010        | How to Make Love to a Woman      | Curtis Lee            |             |
| 2010        | Varning för vilda djur           | Neal Lyman            |             |
| 2010        | Dumma mej                        | Talk Show Host        | Röstroll    |
| 2010        | Vampyrer suger                   | Daro                  |             |
| 2011        | Big Mommas: Sådan far, sådan son | Mailman               | Cameo       |
| 2011        | Zookeeper                        | Venom                 |             |
| 2011        | Baksmällan del II                | Leslie Chow           |             |
| 2011        | Transformers: Dark of the Moon   | Jerry Wang            |             |
| 2013        | Pain & Gain                      | Jonny Wu              |             |
| 2013        | Dumma mej 2                      | Floyd Eagle-san       | Röstroll    |
| 2013        | Baksmällan del III               | Leslie Chow           |             |
| 2013        | Turbo                            | Kim-ly                | Röstroll    |
| 2014        | Pingvinerna från Madagaskar      | Short Fuse / Stubinen | Röstroll    |
| 2015        | The Duff                         | Mr. Arthur            |             |
| 2017        | Killing Hasselhoff               | Chris                 |             |
| 2018        | Crazy Rich Asians                | Wye Mun Goh           |             |
| 2020        | My Spy                           | David Kim             |             |
| 2020        | Scoob!                           | Dynomutt              | Röstroll    |
| 2021        | Tom & Jerry                      | kock Jackie           | Röstroll    |
| 2021        | My Little Pony: En ny generation | Sprout                | Röstroll    |